# Kultura
Kultura je cjelokupno društveno naslijeđe neke grupe ljudi, to jest naučeni obrasci mišljenja, osjećanja i djelovanja neke grupe, zajednice ili društva, kao i izrazi tih obrazaca u materijalnim objektima. Riječ kultura dolazi iz latinskoga colere, što je značilo: nastanjivati, uzgajati, štititi, štovati. Za kulturu postoje i druge definicije koje odražavaju razne teorije za razumijevanje i kriteriji za vrednovanje ljudske djelatnosti. Antropolozi kulturu smatraju definirajućim obilježjem roda Homo.

## Obilježja kulture
Kultura ima nekoliko karakterističnih obilježja:
- Temelji se na simbolima.
- Ljudi pomoću kulture u istome društvu dijele zajedničko ponašanje i način razmišljanja.
- Kultura se uči: kao što ljudi biološki nasljeđuju mnoge fizičke osobine i instinkte ponašanja, tako se kultura nasljeđuje kroz društvo, tj. osoba mora naučiti kulturu od ostalih članova društva.
- Kultura je prilagodljiva: ljudi je koriste da se fleksibilno i brzo prilagode promjenama u svijetu oko njih.

## Definiranje kulture
Mnogi ljudi danas koriste shvaćanje "kulture" koje se razvilo u Europi tijekom 18. i ranog 19. stoljeća. To shvaćanje kulture odražavalo je nejednakost unutar europskih društava i među europskim silama i njihovim kolonijama diljem svijeta. Ono izjednačuje "kulturu" s "civilizacijom" i suprotstavlja oboje "prirodi". Prema tom mišljenju neke su zemlje civiliziranije od drugih kao što su i neki ljudi kulturniji od drugih. Stoga su neki kulturni teoretičari zapravo pokušali izbaciti popularnu ili masovnu kulturu iz definicije kulture.
Kultura se u praksi odnosi na elitna dobra i aktivnosti kao što su haute cuisine, visoka moda ili haute couture, muzejska umjetnost i klasična glazba, te riječ kulturan označava ljude koji znaju o tim aktivnostima i sudjeluju u njima. Na primjer, netko tko koristi 'kulturu' u smislu 'kultivacije' može uvjeravati da je klasična glazba najotmjenija od glazbe radne klase kao što su punk rock ili domorodačka glazbena tradicija australskih Aboridžina.
Ljudi koji koriste "kulturu" na taj način paze da je ne koriste u množini. Oni vjeruju da ne postoje zasebne kulture, svaka sa svojim vlastitim vrijednostima i logikom, nego radije koriste samo jedan standard rafinacije kojim se sve grupe mogu objasniti. Stoga su oni ljudi koji imaju različite običaje shvaćeni kao "nekulturni" zbog "njihove različite kulture". Ljudi s nedostatkom "kulture" često se čine "prirodnijima", pa promatrači često kritiziraju elemente visoke kulture zbog potiskivanja "ljudske prirode".
Neke socijalne kritike od 18. stoljeća pa nadalje prihvaćaju taj kontrast između kulturnih i nekulturnih, ali naglašavaju da su rafiniranost i razrađenost kvarenje, a neprirodni razvoj onaj koji zakriva i izobličuje ljudsku suštinsku prirodu. Na račun toga, narodna glazba ljudi iz radne klase je iskreno izražavanje prirodnog načina života, dok je klasična glazba površna i dekadentna. Jednako, ljudi koji nisu sa Zapada često se vide kao 'plemeniti divljaci' koji žive autentičnim neokaljanim životima koji još uvijek nisu složeni i iskvareni visoko raslojenim kapitalističkim sustavom Zapada.
Danas mnogi društveni znanstvenici odbacuju monadno shvaćanje kulture te suprotnost kulture i prirode. Oni priznaju da su neelitne kulture jednako kulturne kao elitne (i da su ljudi koji nisu sa Zapada jednako civilizirani) – oni su samo kulturni na različit način. Stoga, socijalni promatrači kontrastiraju "visoku" kulturu elite s "popularnom" ili pop kulturom, koja označuje dobra i aktivnosti namijenjenih za proizvodnju i potrošnju neelitnih ljudi ili masa. Obje se kulture, visoka i niska, mogu vidjeti i kao supkulture.

## Kultura kao "svjetski gledana"
Tijekom romantizma u Njemačkoj su znanstvenici, posebno oni zaokupljeni nacionalizmom (težnja za ujedinjenjem Njemačke i borba potlačenih naroda u Austro-ugarskoj Monarhiji), razvili obuhvatniji pojam kulture kao "svjetski gledane". Taj način razmišljanja, različit i neusporediv pogled na svijet, obilježje je svake etničke grupe. Iako obuhvatnije od ranijih gledišta, taj pristup još uvijek je dopuštao razlike među "civiliziranim" i "primitivnim" ili "plemenskim" kulturama.
Do kasnih godina 19. stoljeća antropolozi su prihvatili i prilagodili termin kultura na širu definiciju koju su mogli primijeniti na široku raznolikost društava. Oprezni prema teoriji evolucije, pretpostavili su da su se sva ljudska bića razvila jednako i da činjenica da svi ljudi imaju kulturu mora proizlaziti na neki način iz čovjekove evolucije. Oni su također iskazali nesklonost upotrebe biološke evolucije za objašnjavanje razlika između specifičnih kultura -- pristup koji je ujedno bio i legitimni oblik rasizma. Oni su vjerovali da će biološka evolucija proizvesti najobuhvatniji pojam kulture, shvaćanje koje su antropolozi mogli primijeniti jednako na društva s pismom i bez njega ili na nomadska i na sedentarna društva. Dokazivali su da su kroz smjer svoje evolucije ljudska bića razvila univerzalnu ljudsku sposobnost za određivanje iskustava, te za kodiranje i komuniciranje njima putem simbola. Kada su ti sustavi simbola bili naučeni ljudi su se počeli razvijati neovisno o biološkoj evoluciji (drugim riječima, jedno ljudsko biće može se naučiti vjerovanju, vrijednostima ili načinu stvaranja nečega, iako dva čovjeka nisu biološki u srodstvu). Stariji argumenti o prirodi protiv odgoja osporavaju da je ta sposobnost za simboličko razmišljanje i socijalno učenje proizvod ljudske evolucije. 
Ljudi koji žive odvojeni jedan od drugoga razvijaju jedinstvene kulture, ali elementi različitih kultura mogu se lako širiti iz jedne grupe ljudi na drugu. Kultura je dinamična i može biti naučena, stvarajući ju potencijalno brzim oblikom adaptacije na promjenu fizičkih uvjeta. Antropolozi gledaju kulturu ne samo kao proizvod biološke evolucije nego kao njezin dodatak, kao glavna sredstva ljudske prilagodbe na svijet.
To gledanje kulture kao sustava simbola s prilagođenim funkcijama koji je različit od mjesta do mjesta, vodilo je antropologe da shvaćaju različite kulture kao definirane različitim obrascima. Te obrasce čine dugotrajan, proizvoljan i dogovoren skup značenjâ koji su uzeli konkretan oblik u mitovima i ritualima, oruđu, dizajniranju stambenog prostora i planiranju naselja. Antropolozi stoga razlikuju materijalnu kulturu od simboličke (nematerijalne, duhovne) kulture, ne samo jer svaka odražava različite vrste ljudske djelatnosti, nego također jer sačinjavaju različite vrste podataka koji traže različite metodologije.
Takvo gledište kulture postalo je dominantnim između Prvog i Drugog svjetskog rata, a uključivalo je da je svaka kultura vezana i mora biti shvaćena kao cjelina, na svojim vlastitim terminima. Rezultat toga bilo je stvaranje kulturnog relativizma, tj. promatranja neke kulture sa stajališta te kulture. Takav pristup kulturi ne pita je li neka značajka moralna ili ne, nego kakvu ulogu ima u životu toga društva.
Usprkos tomu, shvaćanje da je kultura kodirana simbolima i stoga može biti naučena s jedne osobe na drugu određuje da se kultura, iako ograničena, mijenja. Kulturna promjena može biti rezultat otkrića i izuma, ali također može biti rezultat dodira između dviju kultura. Pod miroljubivim uvjetima dodir između dviju kultura može voditi ljude da "posude" (zapravo, nauče) jedni od drugih (difuzija (antropologija) ili transkulturacija). Pod uvjetima nasilja i političke nejednakosti, ljudi jednoga društva ipak mogu "ukrasti" kulturne tvorevine od drugih, ili nametnuti kulturne tvorevine drugima (akulturacija). Teorija difuzije inovacija predstavlja istraživački utemeljen model za određivanje kako, kada i zašto ljudi prihvaćaju nove ideje.
Sva ljudska društva bila su upletena u procese difuzije, transkulturacije i akulturacije, te malo antropologa danas vide kulturu kao ograničenu. Ti antropolozi pokazuju da umjesto razumijevanja kulturnih tvorevina u terminima njene vlastite kulture, mora biti shvaćeno u terminima šire povijesti uključujući i dodire i odnose s drugim kulturama.
Pored gore spomenutih procesa još od Kolumba svijet je bio na širokoj osnovi obilježen migracijama, uključujući kolonijalnu ekspanziju i prisilnu migraciju kroz ropstvo. Rezultat toga su mnoga kulturno heterogena društva. Neki antropolozi su dokazivali da su heterogena društva ipak ograničena nekakvim jedinstvenim kulturnim sustavom i da heterogeni elementi se bolje shvaćaju promatrajući ih kao supkulture. Drugi su dokazivali da ne postoji jedinstveni ili koordinirajući kulturni sustav i da se heterogeni elementi moraju shvatiti zajedno u obliku multikulturalnog društva. Multikulturalizam se podudarao s preporodom političkog identiteta koji uključuje zahtjeve za prepoznavanjem kulturnih jedinstvenosti socijalnih podgrupa.
Sociobiolozi dokazivali su da se mnogi aspekti kulture mogu najbolje shvatiti kroz koncepciju mema koje je prvi uveo Richard Dawkins u svojoj knjizi The Selfish Gene iz 1976. godine. Ideja govori o postojanju jedinicâ kulture ili memima koji su jako sličili genima u biologiji evolucije. Iako je to stajalište zadobilo neku popularnu vrijednost, antropolozi ga općenito odbacuju.

## Komponente kulture
Drugi uobičajen način razumijevanja kulture je promatranje kulture koju čine njene komponente: simboli, jezik, vrijednosti, norme, i rituali.
Vrijednosti su apstraktne ideje o tome što je dobro, ispravno i poželjno. One su osnova za društvene norme. Norme su, dakle, društvena pravila ili upute što određuju prikladno ponašanje u određenim situacijama. Dijele se prema oštrini sankcija koje izaziva njihovo kršenje, a provodi ih društvo. Tako najblaže sankcije izaziva kršenje folkways normi (nerukovanje prilikom pozdravljanja, ne pokrivanje ustiju prilikom zijevanja...), dok kršenje mores (lat. običaj) normi i zakona izaziva najveće sankcije.
Pravilo je da se arheolozi fokusiraju na materijalnu kulturu, a kulturni antropolozi na simboličku kulturu, iako na kraju obje grupe zadržavaju zanimanje za odnose između tih dviju dimenzija. Nadalje, antropolozi shvaćaju "kulturu" za označavanje ne samo potrošnja dobara, nego na opće procese koji proizvode takva dobra i daje im značenje, na socijalne odnose i postupak u kojima takvi objekti i procesi postaju ugrađeni.

## Kultura kao obrasci proizvoda i djelatnosti
U ranim godinama 20. stoljeća antropolozi su shvaćali kulturu ne za označavanje skupa zasebnih proizvoda i djelatnosti (bilo materijalnih bilo simboličkih) nego radije za podcrtavanje obrazaca istih. Nadalje, oni su pretpostavili da su takvi obrasci imali jasne granice (stoga neki ljudi miješaju "kulturu" s društvom koje ima posebnu kulturu).
U slučaju manjih društava u kojima se ljudi jedva razvrstavaju u kategorije dobi, spola, kućanstva i etničkog podrijetla, antropolozi su vjerovali da ljudi više-manje dijele isti skup vrijednosti i konvencija. U slučaju većih društava u kojima ljudi prolaze daljnje kategorizacije po regiji, rasi, etnicitetu i klasi, antropolozi su počeli vjerovati da su članovi istog društva često imali visoko kontrastne vrijednosti i konvencije. Oni su stoga koristili termin supkulture za označavanje kulturnih dijelova većih društava. Dok supkulture odražavaju položaj segmenta društva nasuprot drugim segmentima i društva u cjelini, oni često otkrivaju procese dominacije i otpora.

## Kulturna promjena
Kulture su jednako predodređene za promjenu kao i za otpor prema njoj. Otpor može doći iz navike, religije, te integracije i međuneovisnosti o kulturnim značajkama. Na primjer, muškarci i žene imaju komplementarne uloge u mnogim kulturama. Jedan spol može željeti promjenu koja će utjecati na drugi, kao što se dogodilo u zapadnim kulturama u drugoj polovici 20. stoljeća.
Kulturološka promjena može biti uzrokovana okolinom, inovacijama i drugim unutarnjim utjecajima, te dodirivanjem s drugim kulturama. Na primjer, kraj zadnjeg ledenog doba doveo je do otkrića poljoprivrede.
Neka otkrića koja su utjecala na zapadnu kulturu u 20. stoljeću uključivali su pilulu za kontrolu rađanja, televiziju i internet. Pilula je pomogla obiteljima da imaju mnogo novaca i ženama da imaju veću slobodu. Televizija nije samo donijela slične vizualne programe u mnoge domove, nego je također utjecala kako i kada će članovi obitelji biti u međusobnoj interakciji.
Dodir između kultura može rezultirati difuzijom, ili na široj osnovi, akulturacijom.
Difuzija (antropologija) je proces u kojem se nove ideje, ponašanja, tehnologije i vjerovanja prenose s osobe na osobu, s grupe na grupu ili s društva na društvo. Hamburgeri, primjerice, kada su uvezeni u Kinu iz SAD-a činili su se egzotičnima. "Difuzija poticaja" odnosi se na element jedne kulture koji vodi inovaciji u drugoj kulturi. Teorija difuzije inovacija predstavlja istraživački utemeljen model za određivanje zašto i kada ljudi prihvaćaju nove ideje, postupke i proizvode.
Kada neka grupa u dodiru s drugom gubi svoje izvorne kulturne značajke i preuzima tuđe, govorimo o alkuturaciji. Ona se najviše odvijala prilikom procesa kolonizacije naročito među domorodačkim plemenima, npr. Indijanci i Aboridžini.
Srodni procesi na individualnoj razini jesu asimilacija i transkulturacija, tj. prihvaćanje drukčije kulture od pojedinca.

## Kulturna istraživanja
Kulturna istraživanja su se razvila u kasnim godinama 20. stoljeća dijelom kroz ponovno uvođenje marksističkog mišljenja u sociologiju i dijelom kroz artikulaciju sociologije i ostalih akademskih disciplina kao što je književna kritika. To se ponajprije dogodilo zato da se usredotoči na analize supkultura u kapitalističkim društvima. Slijedeći neantropološku tradiciju, kulturna se istraživanja općenito usredotočuju na proučavanje potrošnje dobara (kao što su moda, umjetnost i književnost). Zbog razlikovanje "visoke" i "niske" kulture tijekom 18. i 19. stoljeća koje se činilo neodgovarajućim za pripisivanje masovnoj proizvodnji i masovnoj tržišnoj potrošnji dobara koje kulturna istraživanja analiziraju, ti znanstvenici radije koriste termin "popularna kultura".
Danas su se neki antropolozi pridružili projektu kulturnih istraživanja. Većina ipak odbacuje pojam kulture kao ograničene, i shodno tome odbacuju pojam supkulture. Umjesto toga oni vide kulturu kao složenu mrežu promjenjivih obrazaca koji povezuju ljude u različitim situacijama i društvene formacije različitih osnova. Prema tome gledištu bilo koja grupa može izgraditi svoj vlastiti kulturni identitet.

## Popis kultura

### Kulture suvremenih zemalja
.
- Albanija
- Angola
- Australija
- Belgija
- Bosna i Hercegovina
- Brazil
- Butan
- Čile
- Danska
- Egipat
- Finska
- Francuska
- Gibraltar
- Grčka
- Gruzija
- Hrvatska

- Indija
- Indonezija
- Italija
- Izrael
- Japan
- Južna Afrika
- Kanada
  - Quebec
- Kina
  - Hong Kong
- Koreja
  - Južna Koreja
  - Sjeverna Koreja
- Makedonija
- Mađarska
- Meksiko

- Nizozemska
- Novi Zeland
  - Maorska kultura
- Peru
- Portugal
- Sjedinjene Države
- Španjolska
- Srbija
- Švedska
- Švicarska
- Ujedinjeno Kraljevstvo
  - Engleska
  - Sjeverna Irska
  - Škotska
  - Wales

### Ostale suvremene kulture
- Esperanto kultura
- Kultura gluhih
- Kultura hakera
- Kultura kazeta
- Kultura radne klase
- Underground kultura

### Povijesne kulture
- Asirsko-babilonska kultura
- Kultura doline Inda
- Latenska kultura — iz željeznog doba u dijelovima Europe
- Natufijska kultura — na Mediteranu prije više od 10,000 godina
- Paideia — Klasična grčka kultura
- Romanitas — Kultura carskog Rima
- Weimarska kultura
- Zapadna kultura

## Više informacija
- Akulturacija
- Anketa svjetskih vrijednosti
- Europski grad kulture — grad odabran od Europske unije na godinu dana da pokaže svoj kulturni život
- Kulturkampf — specifična kulturna borba u Njemačkoj 1870-ih
- Kulturna evolucija
- Kulturna raznolikost
- Kulturna teorija
- Kulturne predrasude
- Kulturni imperijalizam
- Kulturni rat
- Kulturno ugnjetavanje
- Organizacijska kultura
- Prekokulturna komunikacija